# 魯克斯縣 (堪薩斯州)
魯克斯县（英語：Rooks County，簡稱RO）是美國堪薩斯州北部的一個縣。面積2,316平方公里。根據美國2000年人口普查，共有人口4,452人。縣治斯托克頓 （Stockton）。
成立於1867年2月26日，1872年縣政府成立。縣名紀念在美國內戰中陣亡的約翰·C·魯克斯 （John Calvin Rooks）。